# UCI ProTour 2008
L'UCI ProTour 2008 fu la quarta edizione del circuito gestito dall'UCI. Fu caratterizzata dalla rottura dei rapporti, già difficili nelle precedenti edizioni, tra l'Unione Ciclistica Internazionale e le società organizzatrici dei grandi Giri.
Oltre ai tre giri nazionali (Giro d'Italia, Tour de France e Vuelta a España), anche quattro classiche monumento (Milano-Sanremo, Parigi-Roubaix, Liegi-Bastogne-Liegi e Giro di Lombardia) così come altre tre corse (Parigi-Nizza, Tirreno-Adriatico, Parigi-Tours) uscirono dal calendario; inoltre non si disputò la Eindhoven Team Time Trial. Per la prima volta vi fece invece ingresso una corsa extra-europea, il Tour Down Under, che ha luogo in Australia.
A livello di squadre uscì di scena la Discovery Channel Pro Cycling Team e la Unibet.com. Team Milram ed Astana cambiarono nazionalità di licenza.
La vittoria finale fu appannaggio dello spagnolo Alejandro Valverde della Caisse d'Epargne, team che si impose nella classifica a squadre.

## Squadre
Le squadre che vi parteciparono furono diciotto, rappresentanti nove diversi paesi.
- Belgio

Silence-Lotto
Quick Step
- Danimarca

Team CSC-Saxo Bank
- Francia

Bouygues Telecom
Cofidis, Le Crédit par Téléphone
Crédit Agricole
Française des Jeux
AG2R La Mondiale
- Germania

Gerolsteiner
Team Milram
- Italia

Lampre
Liquigas
- Lussemburgo

Astana
- Paesi Bassi

Rabobank
- Spagna

Caisse d'Epargne
Euskaltel-Euskadi
Saunier Duval-Scott
- Stati Uniti

Team Columbia-High Road

### Wild Card
Quindici squadre poterono partecipare su invito degli organizzatori a singole manifestazioni, senza competere per i titoli generali:
- Acqua & Sapone-Caffè Mokambo
- Agritubel
- Andalucía (ciclismo)
- Barloworld
- BMC Racing Team

- CSF Group-Navigare
- Elk Haus-Simplon
- Karpin Galicia
- Landbouwkrediet-Tönissteiner
- Serramenti PVC Diquigiovanni-Androni Giocattoli

- Skil-Shimano
- Team Garmin-Chipotle
- Tinkoff Credit Systems
- Topsport Vlaanderen
- Volksbank

## Calendario
| Corsa | Data                  | Evento                              | Vincitore            | Squadra                 | Leader della Cl. mondiale |
| ----- | --------------------- | ----------------------------------- | -------------------- | ----------------------- | ------------------------- |
| 1     | 22-27 gennaio         | Tour Down Under (2008)              | André Greipel        | Team High Road          | André Greipel             |
| 2     | 6 aprile              | Giro delle Fiandre (2008)           | Stijn Devolder       | Quick Step              | André Greipel             |
| 3     | 9 aprile              | Gand-Wevelgem (2008)                | Óscar Freire         | Rabobank                | André Greipel             |
| 4     | 7-12 aprile           | Vuelta al País Vasco (2008)         | Alberto Contador     | Astana                  | André Greipel             |
| 5     | 20 aprile             | Amstel Gold Race (2008)             | Damiano Cunego       | Lampre                  | Damiano Cunego            |
| 6     | 29 aprile-4 maggio    | Tour de Romandie (2008)             | Andreas Klöden       | Astana                  | Damiano Cunego            |
| 7     | 19-25 maggio          | Volta a Catalunya (2008)            | Gustavo César Veloso | Karpin Galicia          | Damiano Cunego            |
| 8     | 8-15 giugno           | Critérium du Dauphiné Libéré (2008) | Alejandro Valverde   | Caisse d'Epargne        | Cadel Evans               |
| 9     | 14-22 giugno          | Tour de Suisse (2008)               | Roman Kreuziger      | Liquigas                | Damiano Cunego            |
| 10    | 2 agosto              | Clásica San Sebastián (2008)        | Alejandro Valverde   | Caisse d'Epargne        | Alejandro Valverde        |
| 11    | 25 agosto             | Grand Prix de Ouest-France (2008)   | Pierrick Fédrigo     | Bouygues Télécom        | Alejandro Valverde        |
| 12    | 20-27 agosto          | Eneco Tour (2008)                   | José Iván Gutiérrez  | Caisse d'Epargne        | Alejandro Valverde        |
| 13    | 29 agosto-6 settembre | Deutschland Tour (2008)             | Linus Gerdemann      | Team Columbia-High Road | Alejandro Valverde        |
| 14    | 7 settembre           | Vattenfall Cyclassics (2008)        | Robbie McEwen        | Silence-Lotto           | Alejandro Valverde        |
| 15    | 14-20 settembre       | Tour de Pologne (2008)              | Jens Voigt           | Team CSC-Saxo Bank      | Alejandro Valverde        |

## Eventi e punteggi
| 1°              | 50 | 40 |
| 2°              | 40 | 30 |
| 3°              | 35 | 25 |
| 4°              | 30 | 20 |
| 5°              | 25 | 15 |
| 6°              | 20 | 11 |
| 7°              | 15 | 7  |
| 8°              | 10 | 5  |
| 9°              | 5  | 3  |
| 10°             | 2  | 1  |
| Punti per tappa |    |    |
| 1°              | 3  |    |
| 2°              | 2  |    |
| 3°              | 1  |    |

- I corridori classificati ma facenti parte di squadre ammesse tramite wild-card non ricevevano punti e i punti corrispondenti alla loro posizione non venivano assegnati.
- Le cronometro a squadre non assegnavano punti ai corridori.

Classifica a squadre
La vincitrice della classifica a squadre prendeva 20 punti, la seconda 19, la terza 18, etc. Le squadre ammesse alle corse tramite l'assegnazione delle wild-card non ricevevano punti, ma non venivano nemmeno sostituite nell'assegnazione dei punti da squadre ProTour.
Classifica nazioni
Venivano sommati i punti dei primi cinque corridori della stessa nazione classificati nella graduatoria individuale.

## Classifiche
Aggiornate al 20 settembre 2008.
| Pos. | Corridore          | Squadra      | Punti |
| ---- | ------------------ | ------------ | ----- |
| 1    | Alejandro Valverde | C. d'Epargne | 123   |
| 2    | Damiano Cunego     | Lampre       | 104   |
| 3    | Andreas Klöden     | Astana       | 96    |
| 4    | Roman Kreuziger    | Liquigas     | 94    |
| 5    | André Greipel      | Columbia     | 93    |
| 6    | Cadel Evans        | Lotto        | 85    |
| 7    | Stijn Devolder     | Quick Step   | 80    |
| 8    | José Joaquín Rojas | C. d'Epargne | 77    |
| 9    | Thomas Löfkvist    | Columbia     | 74    |
| 10   | Alessandro Ballan  | Lampre       | 60    |

| Pos. | Squadra                 | Punti |
| ---- | ----------------------- | ----- |
| 1    | Caisse d'Epargne        | 229   |
| 2    | Astana                  | 226   |
| 3    | Team CSC-Saxo Bank      | 180   |
| 4    | Liquigas                | 178   |
| 5    | Scott-American Beef     | 177   |
| 6    | Crédit Agricole         | 161   |
| 7    | Euskaltel-Euskadi       | 160   |
| 8    | Quick Step              | 160   |
| 9    | Team Columbia-High Road | 159   |
| 10   | Rabobank                | 156   |

| Pos. | Nazione     | Punti |
| ---- | ----------- | ----- |
| 1    | Spagna      | 374   |
| 2    | Germania    | 317   |
| 3    | Italia      | 295   |
| 4    | Australia   | 268   |
| 5    | Belgio      | 216   |
| 6    | Francia     | 177   |
| 7    | Rep. Ceca   | 94    |
| 8    | Lussemburgo | 94    |
| 9    | Paesi Bassi | 90    |
| 10   | Russia      | 87    |